# نادين شاتزل
نادين شاتزل (بالمجرية: Schatzl Nadine)‏ مواليد 19 نوفمبر 1993 في ميونخ، هي لاعبة كرة يد مجرية تلعب كجناح أيسر. وصلت مع فريقها إلى نهائي دوري أبطال أوروبا لكرة اليد للسيدات في 2002.

## روابط خارجية
- نادين شاتزل على موقع الاتحاد الأوروبي لكرة اليد (الإنجليزية)
- نادين شاتزل على موقع اللجنة الأولمبية الدولية (الإنجليزية)
- نادين شاتزل على موقع أوليمبيديا (الإنجليزية)